# Palpimanidae
Palpimanidae zijn een familie van spinnen. De familie telt 15 beschreven geslachten en 131 soorten.

## Geslachten
- Anisaedus Simon, 1893
- Badia Roewer, 1961
- Boagrius Simon, 1893
- Chedima Simon, 1873
- Diaphorocellus Simon, 1893
- Fernandezina Birabén, 1951
- Hybosida Simon, 1898
- Ikuma Lawrence, 1938
- Notiothops Platnick, Grismado & Ramírez, 1999
- Otiothops MacLeay, 1839
- Palpimanus Dufour, 1820
- Sarascelis Simon, 1887
- Scelidocteus Simon, 1907
- Scelidomachus Pocock, 1899
- Steriphopus Simon, 1887

## Taxonomie
Voor een overzicht van de geslachten en soorten behorende tot de familie zie de lijst van Palpimanidae.